# 장호중학교
장호중학교(莊湖中學校)는 강원도 삼척시 근덕면 장호리에 있었던 공립 중학교이다.

## 학교 연혁
- 1964년 4월 29일 : 장호중학교 개교식 거행
- 1989년 7월 25일 : 교실 2개동 증축, 숙직실 1실 신축
- 2002년 8월 31일 : 특별실 2실 증축
- 2018년 3월 1일 : 제28대 이선기 교장 부임
- 2020년 1월 7일 : 제54회 졸업식(1명) 졸업생 누계 1,715명
- 2020년 3월 2일 : 2020학년도 입학(2명)
- 2022년 2월 28일 : 58년만에 폐교[2]

## 참고 자료
- 장호중학교 - 한국교육학술정보원 학교알리미